# Juraj Biankini
Juraj Biankini (30. srpna 1847 Stari Grad – 27. března 1928 Split) byl rakouský a chorvatský římskokatolický kněz a politik, na konci 19. a počátku 20. století poslanec Říšské rady.

## Biografie
Byl jedním ze čtyř synů rejdaře Juraje Biankini z přístavu Stari Grad.
Byl římskokatolickým knězem. Angažoval se v politice. V letech 1871–1918 byl redaktorem deníku Narodni list vycházejícího v Zadaru. V letech 1881–1918 zasedal jako poslanec Dalmatského zemského sněmu. Patřil do chorvatské Strany práva (pravaši).
Na konci 19. století se zapojil i do celostátní politiky. V doplňovacích volbách roku 1892 získal mandát v Říšské radě (celostátní zákonodárný sbor) za kurii venkovských obcí, obvod Šibenik, Berlicca, Knin. Nastoupil 19. února 1892 místo Augustina Masovčiće. Uspěl i v řádných volbách do Říšské rady roku 1897, nyní za kurii venkovských obcí, obvod Dubrovník, Korčula atd. Za týž obvod byl zvolen i ve volbách do Říšské rady roku 1901. Poslancem zůstal i po volbách do Říšské rady roku 1907, konaných poprvé podle všeobecného a rovného volebního práva, kdy byl zvolen za obvod Dalmácie 10. Byl členem poslanecké frakce Svaz Jihoslovanů. Mandát obhájil za týž obvod i ve volbách do Říšské rady roku 1911. Nyní byl poslancem parlamentní frakce Dalmatský klub. Ve vídeňském parlamentu setrval až do zániku monarchie. K roku 1911 se profesně uvádí jako kněz, šéfredaktor deníku Narodni list a zemský poslanec. V Říšské radě podporoval české opoziční obstrukce.
Když byl Zadar roku 1920 připojen k Itálii, přesunul se Biankini do Království Srbů, Chorvatů a Slovinců, kde zasedal v provizorním parlamentu a byl viceprezidentem ministerské rady ve vládě Davidoviće.

## Zajímavosti
Rodinný palác bratrů Biankini z roku 1896 je nyní sídlem městského muzea ve městě Stari Grad.